# Waried Tankschiff Rhederei

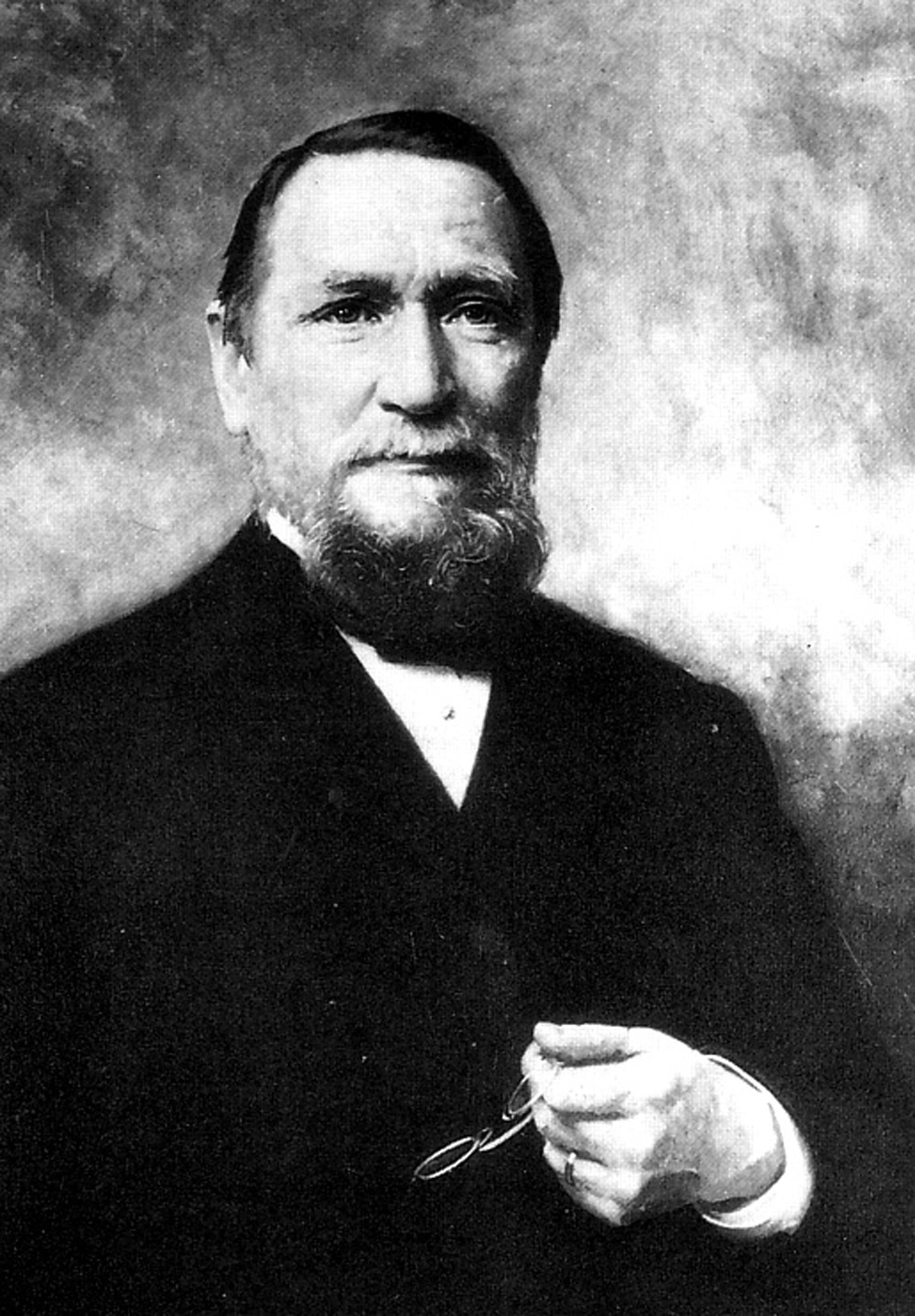
Wilhelm Anton Riedemann

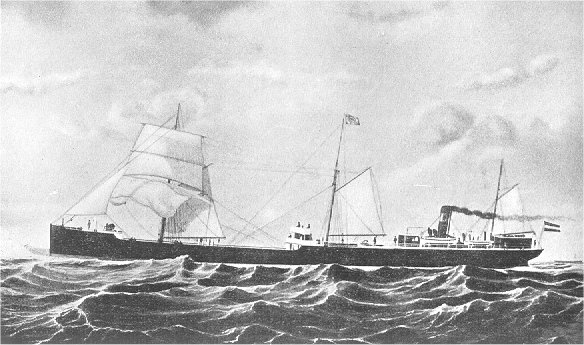
Glückauf, das erste Tankdampfschiff

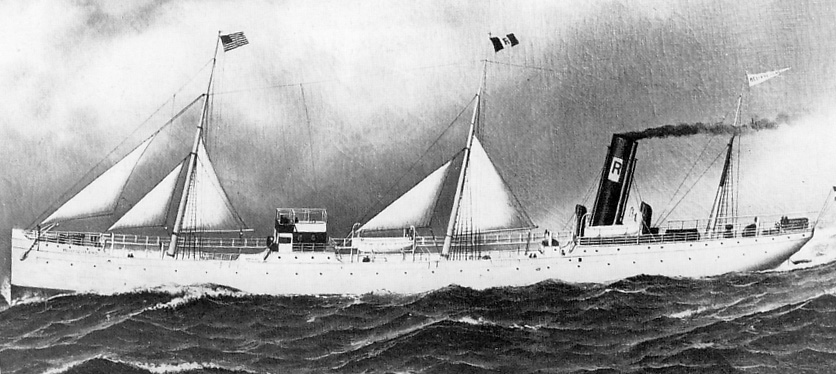
Tankdampfer Deutschland, der erste in Deutschland gebaute Tankdampfer

Die Waried Tankschiff Rhederei GmbH wurde am 1. September 1928 gegründet. Sie war die Nachfolgerin der von Wilhelm Anton Riedemann, Franz Ernst Schütte und Carl Schütte 1863 in Geestemünde gegründeten Handels- und Transportgesellschaft, die 1890 in die Deutsch-Amerikanische Petroleum Gesellschaft (DAPG) überging.

## Geschichte
In den ersten Jahren bereederte W. A. Riedemann verschiedene Schiffe. 1873 wurde das erste eigene Schiff, das Segelschiff Derby, in Dienst gestellt. Zusammen mit dem Erben der Bremer Firma Albert Nicolaus Schütte & Söhne wurde eine große Flotte aus Tanksegelschiffen und Tankdampfern aufgebaut. 1885 wurde das Vollschiff Andromeda zum ersten Tanksegler umgebaut, im gleichen Jahr entstand auf einer englischen Werft der erste Tankdampfer der Welt, die Glückauf. Zwischen 1876 und 1888 fuhren elf Segelschiffe und sechs Tankdampfer unter der Riedemann-Flagge. Die Flagge war senkrecht gestreift, schwarz, gelb und rot mit einem roten R im gelben Feld.
Am 25. Februar 1890 gründeten die Kaufleute Franz Ernst Schütte, Carl Schütte, Wilhelm Anton Riedeman und John D. Rockefeller (Standard Oil Company) die Deutsch Amerikanische Petroleum Gesellschaft (DAPG) mit Sitz in Bremen und später in Hamburg. Die Reederei der DAPG firmierte als Rhederei der DAPG. Als Drahtanschrift wurde die bereits bestehende Abkürzung WARIED (Abkürzung aus Wilhelm Anton Riedemann) übernommen. Zum 1. April 1892 wurden die Reederei und das technische Büro der DAPG nach Hamburg verlegt. Am 12. Dezember 1908 wurde die Hanseatische Petroleum Handelsgesellschaft mbH als Reederei der DAPG gegründet, die 1928 in Waried Tankschiff Rhederei GmbH mit Sitz in Hamburg umbenannt wurde. 1911 verfügte die Reederei über 23 Tankschiffe mit zusammen 84.000 BRT und bestellte mehrere Neubauten, darunter ein Schiff mit 15.000 BRT. 1912 waren es 21 Tanker mit zusammen 130.000 BRT und Neubauaufträge für 21 Schiffe mit insgesamt 175.000 BRT. 1913 wurde der erste Motortanker, die Wotan mit 6780 tdw, in Dienst gestellt und der erste 15.000 Tonnen tragende Tanker, die Wilhelm A. Riedemann, lief vom Stapel. 1914 war die DAPG die drittgrößte deutsche Privatreederei mit 41 Tankdampfern und drei Motortankschiffen sowie 1260 Mann Seepersonal. Zwischen 1890 und 1937 wurden 57 Tanker für diese Reederei gebaut. Die Schiffe der Baltisch-Amerikanische Petroleum-Import-Gesellschaft BAPIG mit Sitz in Danzig (1913 bis 1937), einer Tochtergesellschaft der Standard Oil Company, wurden 1937 von Riedemann übernommen und führten eine rot-weiß-rot senkrecht gestreifte Flagge mit einem schwarzen R im Mittelfeld.
Für die Zeit von 1939 bis 1951 liegen keine verwertbaren Unterlagen über die Aktivitäten der Reederei vor. Am 7. April 1952 kaufte die Waried den mit 15.255 BRT vermessenen Motortanker Esso Bolivar, der bereits seit 1951 von der Reederei gechartert war und mit deutscher Besatzung fuhr. Im Oktober 1954 lief bei der AG Weser das damals größte deutsche Handelsschiff, der Turbinentanker Esso Düsseldorf mit 26.650 tdw vom Stapel. Waried gab Ende des Jahres weitere sechs Tanker mit je 36.000 tdw in Auftrag. Die eigene und gecharterte Tonnage der Reederei belief sich auf insgesamt 251.000 tdw, das waren 57 Prozent der westdeutschen Tankerflotte.

## Esso Tankschiff Reederei

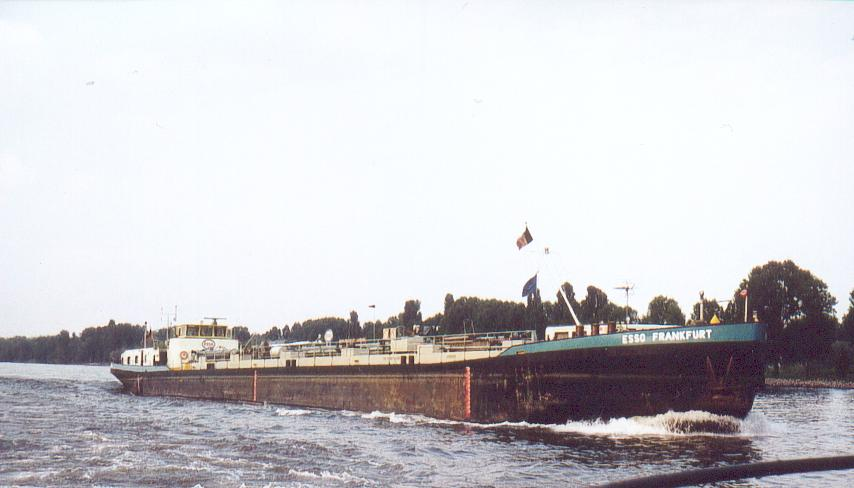
Binnentanker Esso Frankfurt

Am 13. Juli 1956 wurde die Waried Tankschiff Rhederei GmbH, mittlerweile eine Schwestergesellschaft der Esso AG, in Esso Tankschiff Reederei GmbH (ETR) umbenannt, die Reedereiflagge war jetzt schwarz-weiß-rot senkrecht gestreift mit einem roten R im weißen Feld. In den folgenden Jahren wurden die See- und Binnentankerflotte stark ausgebaut, 1973 besaß die ETR sieben Seeschiffe mit zusammen rund 1,5 Millionen tdw und 23 Binnentankschiffe. Als letzter Neubau wurde die auf der Kawasaki-Werft in Sakaide/Japan gebaute Esso Deutschland (III) mit 412.000 tdw am 6. Oktober 1976 an die ETR übergeben. Ende 1982 hatte die ETR nur noch drei Hochseetanker, die Esso Bonn, Esso Hamburg, je 250.000 tdw, sowie die Esso Deutschland und die Binnentankerflotte in Fahrt. 1984 wurden die drei genannten Tanker der Exxon International unterstellt und die ETR wurde nur noch als Agentur und Binnenschiffsreederei weiterbetrieben. Bis Ende 1993 wurden alle Binnenschiffe verkauft und die Reederei zum 1. Januar 1994 aufgelöst.